# Elassogaster sordida
Elassogaster sordida är en tvåvingeart som först beskrevs av Walker 1861.  Elassogaster sordida ingår i släktet Elassogaster och familjen bredmunsflugor. Inga underarter finns listade i Catalogue of Life.